# کیث وارد
کیث وارد (Keith Ward) متولد ۱۹۳۸ فیلسوف، الهی‌دان و کشیش انگلیکان است. او عضو فرهنگستان بریتانیا و کشیش کلیسای انگلستان است. الهیات تطبیقی و رابطه علم و دین دو موضوع اصلی مورد علاقه او هستند. او از ۱۹۹۱ تا ۲۰۰۴ از استادان الهیات منصوب از طرف پادشاه در آکسفورد(Regius Professor of Divinity) بوده‌است.

## آثار
در باب دین: معنا، رویکرد و آینده، کیث وارد، سودابه کریمی (مترجم)، نشر حکمت، ۱۳۹۴، تهران.